# 26-я отдельная артиллерийская бригада (Украина)
26-я отдельная артиллерийская бригада имени генерала-хорунжего Романа Дашкевича (укр. 26-та окрема артилерійська бригада імені генерала-хорунжого Романа Дашкевича, сокр. 26 ОАБр, в/ч А3091, пп В3231) — тактическое соединение РВиА в составе Сухопутных войск Украины. Базируется в городе Бердичев Житомирской области. Входит в состав оперативного командования «Север».
Бригада носит почетное звание в честь генерала-хорунжего Романа Дашкевича — военного и политического деятеля Украинской Народной Республики, одного из основателей украинской артиллерии.

## История формирования
Артиллерийская бригада была сформирована 30 октября 2004 года на основании Директивы Министра обороны Украины № 312/1/014 от 18 июня 2004 года на базе 62-й отдельной механизированной бригады, которая в свою очередь была сформирована на базе 119-го учебного центра.
Часть впитала в себя традиции и опыт многих артиллерийских частей 8-го армейского корпуса. Своих специалистов в часть направили расформированные 961-й реактивный артиллерийский полк из Фастова, который сформировал реактивный артиллерийский дивизион (в 2008 году перевооружен и переформирован во 2-й гаубичный самоходно-артиллерийский дивизион), 188-я артиллерийская бригада большой мощности из Емильчино, которая сформировала 3-й пушечный самоходно-артиллерийский дивизион, 761-й разведывательный артиллерийский полк (город Смела), который сформировал дивизион артиллерийской разведки, и бригадная артиллерийская группа 62-й отдельной механизированной бригады, которая формировала 1-й гаубичный самоходно-артиллерийский и противотанковый артиллерийский дивизионы.
Учитывая высокие достижения, показанные в течение 2004—2008 годов, 26-й артиллерийской бригаде Президентом Украины — Верховным Главнокомандующим ВС Украины Виктором Ющенко присвоено почетное наименование «Бердичевская».

## Война в Донбассе (2014—2022)
В конце февраля — начале марта 2014 года, во время аннексии Крыма Российской Федерацией подразделения бригады находились в районе Крыма.. В марте — апреле бригада направила на полигон по дивизиону САУ 2С5 «Гиацинт-С» и 2С19 «Мста-С», где они проходили слаживания вместе с другими бригадами. Из-за несоблюдения техники безопасности, сгорело две САУ 2С19.

## Вооружение
В октябре 2022 года стало известно, что бригада использует польские самоходные гаубицы AHS Krab. Также на вооружение бригады поступили немецкие самоходные гаубицы  PzH 2000.

## Организационно-штатная структура
На момент 2017 года:
26-я артиллерийская бригада, место дислокации Бердичев
- Штаб
- Батарея обнаружения целей
- Батарея управления огнем
- 1-й самоходный артиллерийский батальон (2С19 Мста-С)
- 2-й самоходный артиллерийский батальон (2С19 Мста-С)
- 3-й самоходный артиллерийский батальон (2С5 Гиацинт-С)
- 4-й противотанковый артиллерийский батальон (МТ-12 Рапира)
- Артиллерийский разведывательный батальон
- 14-й батальон охраны «Черкассы»
- Инженерная рота
- Рота обеспечения
- Рота логистики
- Взвод РХБЗ